# Nederlandsche wetboeken
De Nederlandsche Wetboeken is vanaf 1838 de verzamelnaam voor de nationale wetten die sinds Willem I successievelijk in het koninkrijk der Nederlanden ingevoerd zijn. Het is tevens de titel van het boek De Nederlandsche wetboeken, dat als ondertitel had Met verwijzing naar de betrekkelijke artikelen van de Nederlandsche en Fransche wetboeken.

## Geschiedenis
Ter vervanging van de veelheid aan oude plaatselijke en provinciale wetten is vanaf 1814 aan nationale wetgeving voor de Nederlanden gewerkt.
Een belangrijk moment in dit proces van unificatie van de wetgeving is de Afschaffingswet van 1829, waarin bepaald werd dat plaatselijke/regionale wetten automatisch afgeschaft werden bij de stapsgewijs verlopende invoering van nationale wetgeving.
Het Invoeringsbesluit van april 1838 betrof de invoering van vijf wetboeken, tezamen vormen ze één boek. Wat in de voorbereidingsjaren meestal nog aangeduid werd als de nieuwe Nederlandsche Wetboeken, kreeg vanaf de invoeringswet de titel De Nederlandsche wetboeken.
De Nederlandsche wetboeken zijn in 1839 in één band uitgegeven bij Ter Gunne, Deventer en datzelfde jaar in miniatuuruitgave bij Joh. Noman en zoon, Zaltbommel.
Vanaf 1876 werden de uitgaven gedurende vele jaren verzorgd door J.A. Fruin, wiens naam sindsdien onlosmakelijk is verbonden met de uitgave van De Nederlandsche Wetboeken, die de bijnaam de Fruin heeft gekregen.
De editie van oktober 1940 bevat onder andere de decreten die door Adolf Hitler als bezetter aan de Nederlandse wet werden toegevoegd.

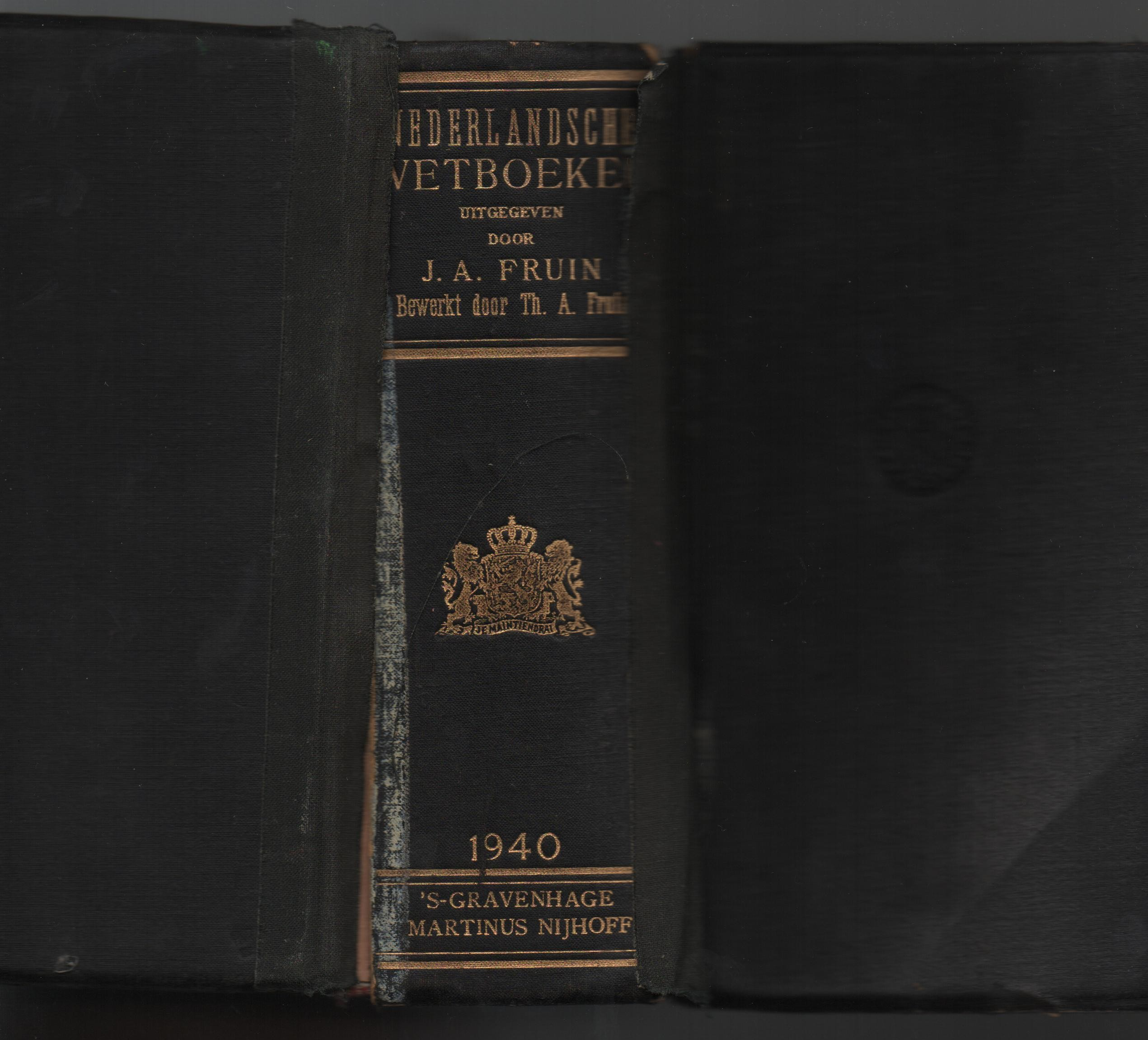
Rugomslag van De Nederlandsche Wetboeken, editie 1940
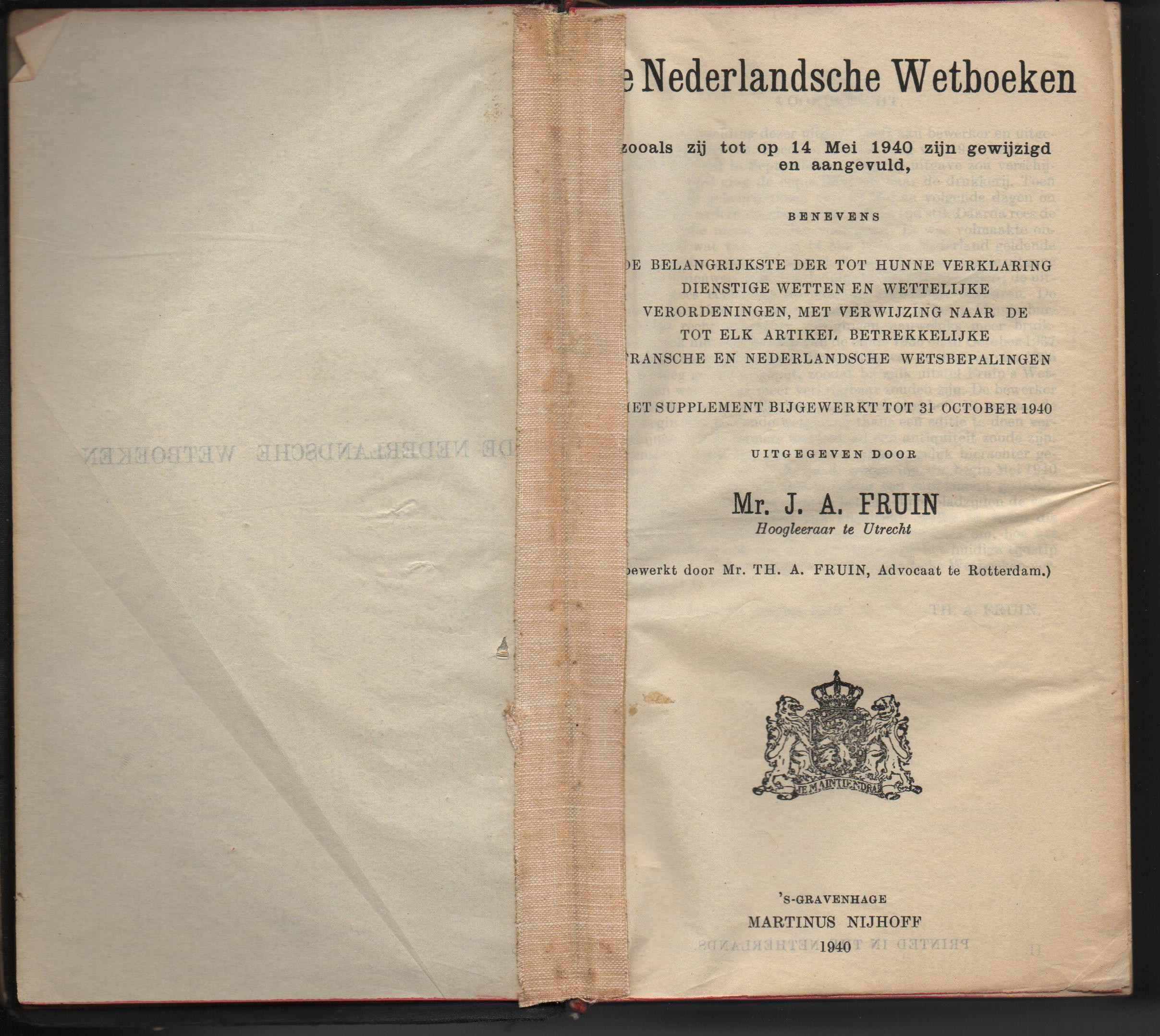
Titelpagina van De Nederlandsche Wetboeken, editie 1940
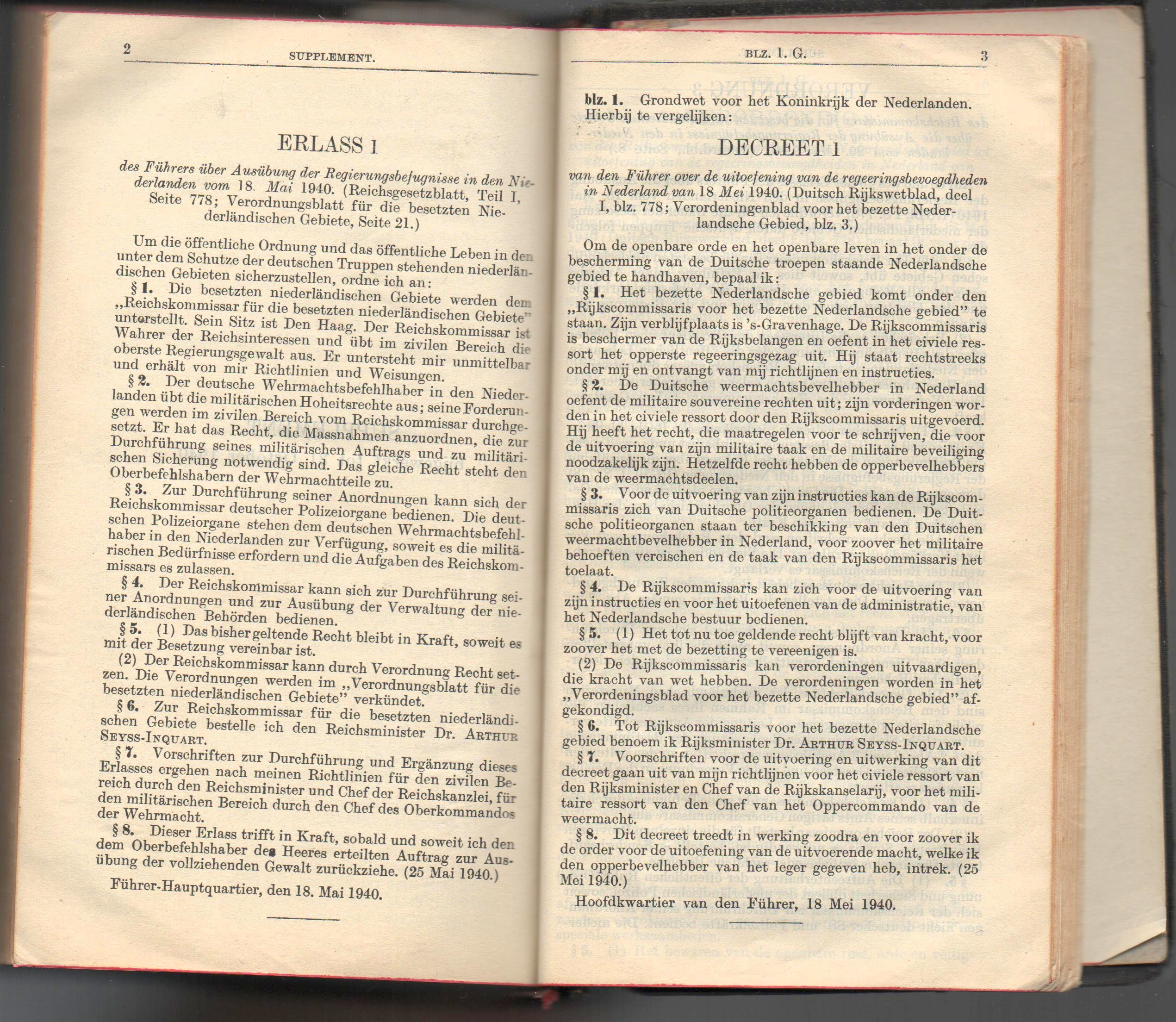
Supplement van 1940 met door Hitler ingestelde decreten, pagina 1, links in het Duits, rechts in het Nederlands